# Mursia cristiata
Mursia cristiata is een krabbensoort uit de familie van de Calappidae. De wetenschappelijke naam van de soort werd in 1837 voor het eerst geldig gepubliceerd door Henri Milne-Edwards.